# Paul Bekker
Max Paul Eugen Bekker (ur. 11 września 1882 w Berlinie, zm. 7 marca 1937 w Nowym Jorku) – niemiecki pisarz, krytyk muzyczny.

## Życiorys
Uczył się gry na skrzypcach u Fabiana Rehfelda, na fortepianie u Alfreda Sormanna oraz teorii muzyki u Benno Horwitza. Początkowo występował jako skrzypek z orkiestrą Berliner Philharmoniker, działał też jako dyrygent w Aschaffenburgu i Görlitz. Pisał krytyki muzyczne do „Berliner Neueste Nachrichten” (1906–1909), „Berliner Allgemeine Zeitung” (1909–1911) i „Frankfurter Zeitung” (1911–1925). W 1925 roku otrzymał posadę intendenta teatru miejskiego w Kassel, a od 1927 roku pracował na analogicznym stanowisku w Wiesbaden. Po objęciu władzy w Niemczech przez nazistów opuścił kraj, w 1934 roku osiadł w Stanach Zjednoczonych.
W swoich pracach historię muzyki pojmował nie jako rozwój, lecz zmianę zasad formalnych i zjawisk dźwiękowych. Sformułował tezę o socjologicznych uwarunkowaniach twórczości muzycznej. Propagował twórczość Paula Hindemitha, Gustava Mahlera, Arnolda Schönberga i Ernsta Křenka. Polemizował z Hansem Pfitznerem. Napisał biografie Oskara Frieda (1907) i Jacques’a Offenbacha (1909).

## Prace
(na podstawie materiałów źródłowych)
- Das Musikdrama der Gegenwart (1909)
- Beethoven (1911)
- Das deutsche Musikleben, Versuch einer soziologischen Musikbetrachtung (1916)
- Die Sinfonie von Beethoven bis Mahler (1918)
- Franz Schreker (1919)
- Kunst und Revolution (1919)
- Die Weltgeltung der deutschen Musik (1920)
- Die Sinfonien G. Mahlers (1921)
- Richard Wagner (1924)
- Von den Naturreichen des Klanges (1924)
- Musikgeschichte als Geschichte der musikalischen Formwandlungen (1926)
- Das Operntheater (1930)
- Briefe an zeitgenössische Musiker (1932)
- Wandlungen der Oper (1934)
- The Story of the Orchestra (1936)